# Hadena picturata
Hadena picturata är en fjärilsart som beskrevs av Alphéraky 1882. Hadena picturata ingår i släktet Hadena och familjen nattflyn. Inga underarter finns listade i Catalogue of Life.